# Jaime Yankelevich
Jaime Yankelevich (Sofia, Bulgarie, 1896 ― Buenos Aires, Argentine, 1952) était un entrepreneur argentin, actif dans le domaine des médias. 
Issu d’une modeste famille d’immigrants juifs bulgares, il parvint à se rendre propriétaire d’une station de radio à Buenos Aires, puis à la développer plus avant jusqu’à en faire l’une des premières et des plus grandes chaînes nationales de radio d’Argentine. Après que la vague de nationalisations décidée par Perón en 1947 eut aussi frappé sa chaîne (mais dont Yankelevich continuera néanmoins d’engranger la plupart des bénéfices), il entreprit en 1949 avec succès d’introduire la télévision dans son pays et est considéré aujourd’hui comme le père de la télévision argentine. Son audace et ses dons de visionnaire (c’est-à-dire sa capacité à anticiper le développement de techniques encore embryonnaires) ont fait de lui, aux yeux de beaucoup d’Argentins, un entrepreneur modèle.

## Biographie
Jaime Yankelevich naquit à Sofia, de parents appartenant à la communauté juive de Bulgarie. En 1899, la famille Yankelevich émigra en Argentine, s’établissant d’abord dans la province d'Entre Ríos. En 1914, la famille déménagea vers Buenos Aires, où Jaime trouva à s’employer comme assistant de coulisses dans l’un des nombreux théâtres de la ville. S’étant formé comme électricien de théâtre, Yankelevich décida d’ouvrir, dans le quartier Constitución de Buenos Aires, un magasin d’équipements électriques, la Casa Yankelevich, spécialisé en tubes électroniques et autres composants d’appareils de radio, devenus fort demandés depuis l’avènement de ce moyen de diffusion en 1920. D’une grande habileté dans ce domaine, il fabriquait lui-même à la main nombre de ces pièces.
En 1924, la mise en vente d’une station de radio argentine, créée de fraîche date mais en difficulté financière, fournit à Yankelevich l’occasion de s’investir directement dans la radiophonie. Connue à l’époque comme la LR3 (car figurant en troisième place sur le registre d’immatriculation), cette station, dirigée désormais par Yankelevich, fut la première à lier des artistes à la radio par un contrat aux termes duquel les artistes se voyaient verser un salaire en échange de l’exclusivité de leur travail et de l’engagement pris par Yankelevich de limiter la diffusion de leurs œuvres aux prestations qu’ils en donnaient en direct, excluant les enregistrements. Cette pratique transformera Radio Belgrano, ainsi qu’elle vint à être appelée, en l’employeur le plus convoité de l’univers radiophonique argentin et lui vaudra de bénéficier durant la décennie 1930 des taux d’audience les plus élevés à l’échelon national. De nouvelles acquisitions permirent à Yankelevich de constituer en 1937 la Cadena Radio Belgrano, la première d’Argentine. Vers la fin de la décennie, la station sera aussi pionnière, au niveau national, en ceci qu’elle faisait des retransmissions jusque fort tard le soir.
Après le coup d’État de 1943, Yankelevich se montra hostile au nouveau gouvernement, en particulier à la figure la plus emblématique de la junte, le colonel Juan Perón. Après l’arrivée au pouvoir de ce dernier, élu Président de la nation argentine en 1946, il fut procédé à la nationalisation d’un certain nombre d’activités, équivalant à près de la moitié des biens et services produits dans le pays, parmi lesquels les trois sociétés de radiophonie qui ensemble détenaient la plupart des stations de radio argentines, à savoir El Mundo, Splendid et Belgrano.
En juillet 1947, pendant que la chaîne nationale retransmettait un discours de Perón par lequel il prenait congé de sa femme Eva Perón dans le port de Buenos Aires, l’émission de Radio Belgrano fut perturbée par un tiers, ce qui entraîna la fermeture de la station pour un temps indéterminé. Yankelevich se vit alors contraint de vendre sa station de radio à l’État pour 1,5 million de dollars, soit plus ou moins la moitié de la somme qu’il avait escomptée. Toutefois, la direction générale de la chaîne restant entre ses mains, il continuera, jusqu’à sa mort en 1952, à engranger la majeure partie des recettes nettes de la chaîne, en contrepartie de quoi le régime péroniste déterminait le contenu des émissions et surveillait de près le personnel et les artistes invités,,. 
Entre-temps, une tragédie personnelle conduisit Yankelevich à être le pionnier d’un autre média, alors encore inexistant en Argentine. La mort en 1949 de son fils Miguel, qui s’était engoué pour la télévision aux États-Unis, eut pour effet que son père s’employa à importer tout l’équipement nécessaire à son introduction en Argentine. Yankelevich présenta son projet au ministre des Communications de Perón, Oscar Nicolini, et, devant le scepticisme de son interlocuteur, lança la phrase suivante :

« Je ne me soucie pas des sommes qu’il faudra investir dans ce projet, quelle que soit la quantité de millions, ce serait peu encore. »

Aussi Jaime Yankelevich entreprit-il de faire venir en Argentine le matériel nécessaire, de sorte que début septembre 1951 le ministre Nicolini put faire part à la direction de LR3 que les essais d’ajustement et de calibration des équipements avaient été approuvés et qu’il était invité, selon « le souhait exprès d’Eva Perón », à commencer à diffuser le 17 octobre depuis la place de Mai. L’Argentine fut le deuxième pays sur le continent sud-américain à disposer de cette nouvelle technologie.
L’appareillage que Yankelevich avait importé des États-Unis comprenait des émetteurs ITT, des caméras DuMont, et une antenne émettrice à polarisation horizontale haute de 50 m, qui fut montée sur l’immeuble du ministère des Travaux publics (abréviation espagnole MOP) ; cet immeuble, sis Avenida 9 de Julio, avait été choisi pour être l’un des plus hauts de Buenos Aires à cette époque et pour se trouver en plein centre de la métropole, circonstance essentielle compte tenu que le signal électromagnétique ne pouvait alors desservir qu’une quarantaine d’îlots urbains alentour. Les essais débutèrent le 24 septembre 1951 et la première retransmission officielle eut lieu à partir de la place de Mai le 17 octobre 1951, à l’occasion des festivités de la journée de la Loyauté (Día de la Lealtad). La programmation régulière commença le 4 novembre de cette même année, s’étendant de 17h.30 jusqu’à 22h.30. La station s’identifia comme LR3 Radio Belgrano Télévision, jusqu’à ce que la station de télévision fût dissociée en 1961 de la station de radio et allât se nommer dorénavant LS82 TV Canal 7.
Cependant, quelques mois après la première émission, Yankelevich dut être hospitalisé et mourut en 1952, 17 jours avant son 56e anniversaire. Il fut le père de Samuel Yankelevich, le grand-père du producteur et entrepreneur de télévision Gustavo Yankelevich, et bisaïeul de l’actrice Romina Yan et du producteur et réalisateur de télévision Tomás Yankelevich.
Une place dans le quartier portègne de La Boca fut baptisée à son nom.